# Alev Siesbye
Alev Ebüzziya Siesbye (født 30. august 1938 i Istanbul) er en tyrkisk-dansk keramiker, som har udstillet mange steder og modtaget flere legater og hædersbevisninger.
Sisbye voksede op i Istanbul i et intellektuelt miljø, hvor faderen, Ziyad Ebüzziya var journalist og historiker. Hun studerede på kunstakademiet i Istanbul og besøgte og arbejdede på keramikværksteder i Tyrkiet og Tyskland. I 1963 flyttede hun til Danmark, hvor hun arbejdede på Den Kongelige Porcelænsfabrik i en periode sideløbende med studier på Kunsthåndværkerskolen. I 1969 etablerede hun eget værksted i København. Siden 1978 har hun haft værksted i Paris, hvor hun desuden har boet siden 1988. Alev Sisbye har bevaret forbindelsen til både Tyrkiet og Danmark, og hun har løbende designet porcelæn for såvel Rosenthal i Tyskland som for Royal Copenhagen. Alev Sisbye var fra 1967 til 1979 gift med David Sisbye (f. 1935-).

## Legater og hædersbevisninger
- Tagea Brandts Rejselegat 1982
- Eckersberg Medaillen 1983
- Prins Eugens Medalje 1995
- Ridder af Dannebrog 2002
- Ole Haslunds Kunstnerfond 2002